# Chronologie de la vie d'Arsène Lupin
 (août 2025).
Motif : Ayant lu durant mes vacances d'été le roman Le Bouchon de cristal et ayant remanié la page dans de notables proportions en y insérant un résumé très détaillé chapitre par chapitre, j'ai découvert grâce à la palette Arsène Lupin cette page sur la chronologie de la vie du gentleman cambrioleur. Je suis dubitatif devant cette chrono-biographie. On nous dit dans le RI qu'elle est rédigée d'après le travail d'André-François Ruaud paru en 2005. Mais (et cela n'est pas dit dans la page), la section Discussion:Chronologie de la vie d'Arsène Lupin#Problème de sources précise qu'il existe au moins trois autres sources, qui d'ailleurs sont contradictoires entre elles et avec celle d'André-François Ruaud. Pourquoi prendre la « source Ruaud » et pas les autres ? Mystère. Je crains que ces sources soient des travaux de personnes qui, pour gagner leur vie ou se faire remarquer, ont tenté de « forcer » et de « caser » à tout prix tous les romans et toutes les nouvelles de Leblanc dans un cadre historique d'ensemble. Certes il y a trois parties nettement évidentes dans la vie de Lupin : 1°/ avant 1914, 2°/ pendant la Première guerre mondiale, 3°/ après 1918. Le tout en fonction de la publication successive des œuvres de Leblanc, d'ailleurs. Mais classer année par année et même mois par mois chacune des aventures de Lupin me semble irréalisable. Pour prendre l'exemple du roman Le Bouchon de cristal, que j'ai lu durant ces trois derniers jours, aucune date n'y est donnée et aucun événement historique ne permet de dire que l'action se déroulerait de fin 1902 à début 1903 : Lupin y est décrit comme un cœur d'artichaut qui découvre l’amour. Or la chronologie présente un Lupin ayant déjà été marié et père d'une fille, et qui s'apprête peu après l’aventure du bouchon de cristal à se remarier ! De plus, l'usage habituel de l’automobile par le héros fait penser à une aventure se situant à la date de publication du roman, soit 1912. Je n'ai pas lu les autres bouquins du cycle lupinien, mais je serais étonné que Leblanc ait donné une chronologie précise à la biographie de son héros, dont les aventures ont été publiées au coup par coup sur une période de plus de trente-cinq ans (1905-1941). Trouver donc une cohérence dans cette prétendue « biographie raisonnée » de Lupin me semble être un travail inédit (en tant que synthèse subjective) qui trompe le lecteur. Au demeurant, les discussions en PDD montrent bien que les contributrices et contributeurs sont conscients de la difficulté d'établir une cohérence d'ensemble de cette biographie d'un personnage de pure fiction. Dommage enfin que cette chronologie censée être scientifique et qui selon moi ne l’est pas du tout, « fige » et « statufie » les choses, écartant le côté romanesque du personnage et le rêve du lecteur : le personnage est intemporel, et chaque roman devrait être considéré à l'exclusion de tout autre.
- Archive Wikiwix
- Bing
- Cairn
- DuckDuckGo
- E. Universalis
- Gallica
- Google
- G. Books
- G. News
- G. Scholar
- Persée
- Qwant
- (zh) Baidu
- (ru) Yandex
- (wd) trouver des œuvres sur Wikidata

| 1. | Préciser le motif de la pose du bandeau. | Précisez le motif de la pose du bandeau en utilisant la syntaxe suivante : {{admissibilité à vérifier\|date=août 2025\|motif=remplacez ce texte par le motif}}                                            |
| 2. | Informer les utilisateurs concernés.     | Pensez à avertir le créateur de l'article, par exemple, en insérant le code ci-dessous sur sa page de discussion : {{subst:avertissement admissibilité à vérifier\|Chronologie de la vie d'Arsène Lupin}} |

Cette chronologie concerne la vie du personnage de fiction Arsène Lupin. Elle reprend les plus importantes dates de la carrière du cambrioleur en se basant sur l'œuvre de Maurice Leblanc. Elle a été établie à partir de celle présentée par André-François Ruaud en 2005 dans Les Nombreuses Vies d'Arsène Lupin aux éditions Les Moutons électriques.

## Chronologie
- 1874
  - Naissance d’Arsène Raoul Lupin, dont la mère, Henriette d'Andrésy, avait épousé un professeur de gymnastique, Théophraste Lupin, et ce en dépit de l’opposition de sa famille. L'enfant est confié à une jeune nourrice normande, Victoire[1].
- 1880
  - Après s’être séparée de Théophraste, qui s’est révélé être un voleur, Henriette s’installe avec Arsène chez de riches cousins de sa famille, les Dreux-Soubise, pour lesquels elle travaille comme femme de chambre. Afin de venger les humiliations subies par sa mère, le jeune Arsène vole le collier de la reine Marie-Antoinette, jusque-là en possession des Dreux-Soubise[2]. ["Le Collier de la Reine" dans Arsène Lupin, gentleman-cambrioleur]
- 1886
  - Mort d’Henriette d'Andrésy[3].
- 1892
  - Arsène Lupin monte l’une de ses premières entreprises criminelles de grande ampleur, lors de l’affaire du coffre-fort de Mme Imbert. ["Le Coffre-Fort de Mme Imbert" dans Arsène Lupin, gentleman-cambrioleur]
- 1893
  - Arsène étudie la magie avec le prestigitateur Dickson et l’hypnotiseur Pickmann, sous le nom de scène de Rostat ; deux ans plus tard il étudiera également la dermatologie avec le docteur Altier, à l’hôpital Saint-Louis, sous l’identité d’un étudiant russe[4].
  - Lors d’un séjour sur la Côte d’Azur durant l’été 1893, à Aspremont, il séduit une jeune femme, qui aura une fille de lui, Geneviève, l’année suivante.
- 1894
  - Janvier : Sous le nom de Raoul d'Andrésy, Arsène Lupin rencontre Clarisse d’Étigues dans le Midi de la France et tombe follement amoureux d’elle. [La Comtesse de Cagliostro]
  - Mars : En Normandie, Lupin demande la main de Clarisse à son père, le baron Godefroy d'Étigues, qui la lui refuse.
  - Avril : Lupin sauve la vie de Joséphine Balsamo, alias la comtesse de Cagliostro, et devient son amant et complice. C’est grâce à la comtesse qu’Arsène Lupin prend connaissance des quatre fabuleux secrets de la reine Marie-Antoinette et de Cagliostro : 1) In robore fortuna (résolu en 1921 par Dorothée[5]) ; 2) la dalle des rois de Bohême (résolu en 1917)[6] ; 3) la fortune des rois de France (résolu en 1895)[7] ; et 4) le chandelier à sept branches (énigme résolue à cette époque).
  - Août : Après avoir affronté et vaincu Joséphine, Arsène se fiance avec Clarisse pour l’épouser deux mois plus tard.
- 1895
  - Janvier : Clarisse donne naissance à un enfant mort-né. Pendant ce temps-là, Lupin mène ses activités dans la plus grande discrétion par amour pour sa femme. Il résout le mystère de l’Aiguille creuse et commence à l’utiliser comme base d’opérations.
- 1896
  - Sous le nom de l’architecte "Maxime Bermond", Arsène Lupin fait construire de nombreux passages secrets dans différentes maisons bâties à Paris par Lucien Destange.
- 1897
  - 4 mai : Lupin sauve la vie de nombreuses personnes dans l’incendie du Bazar de la Charité[8].
- 1899
  - Sous le nom d'"Horace Velmont", Lupin sauve l’honneur de la comtesse d’Origny. ["L’Anneau nuptial" dans Les Confidences d'Arsène Lupin]
  - Novembre : Clarisse meurt en donnant naissance à son fils, Jean. Peu de temps après, des hommes de main de Joséphine Balsamo enlèvent le bébé, dont Arsène Lupin ne parvient pas à retrouver la trace.
- 1900
  - Vol du Crédit lyonnais, vol de la rue de Babylone, émission de faux billets de banque, affaire des polices d’assurance, cambriolage des châteaux d'Armesnil, de Gouret, d'Imblevain, des Groselliers[9]. Lupin devient l’ennemi personnel de l’inspecteur de la Sûreté Justin Ganimard.
- 1901
  - Printemps : Mort de la mère de Geneviève ; Lupin confie dans un premier temps l’enfant à un couple vendéen, les Izereau, puis à sa nourrice, Victoire.
  - Eté : Lors d’une croisière transatlantique sur le navire La Provence, Lupin, qui voyage sous le nom de Bernard d'Andrésy, se fait arrêter par l’inspecteur Ganimard à son arrivée à New York. ["L’Arrestation d’Arsène Lupin" dans Arsène Lupin, gentleman-cambrioleur]
  - Septembre : Depuis sa cellule de la prison de la Santé, Lupin organise le cambriolage du baron Cahorn au château du Malaquis[10]. ["Arsène Lupin en prison" dans Arsène Lupin, gentleman-cambrioleur]
- 1902
  - Janvier : Lupin se fait passer pour Baudru Désiré et se fait libérer durant son procès. Ganimard le poursuit et il finit par lui avouer [11]. ["L’Évasion d’Arsène Lupin", dans Arsène Lupin, gentleman-cambrioleur]
  - Hiver-printemps : Après sa condamnation par contumace, Lupin, voyageant sous le nom de Guillaume Berlat, se fait dérober ses papiers dans un train allant à Rouen. Participant aux recherches du cambrioleur avec les policiers, il met la main sur Pierre Onfrey, assassin en fuite. Il le livre a la police, cadeau de Lupin. [«Le mystérieux voyageur » dans Arsène Lupin, gentleman-cambrioleur]
  - Mai : Lupin, sous le nom de chevalier Floriani, révèle aux Dreux-Soubise la vérité sur la disparition du collier de la reine Marie-Antoinette et le leur restitue. ["Le Collier de la Reine" dans Arsène Lupin, gentleman-cambrioleur]
  - Juin : Maurice Leblanc devient le "biographe officiel'' d’Arsène Lupin, lorsque celui-ci lui révèle son rôle dans la récupération des plans volés du sous-marin Le Sept de Cœur[12]. ["Le Sept de Cœur" dans Arsène Lupin, gentleman-cambrioleur]
  - Juillet : Lupin résout le mystère du meurtre de la comtesse d'Andillot. ["La Perle Noire" dans Arsène Lupin, gentleman-cambrioleur]
  - Après le cambriolage du château de Thibermesnil, Lupin affronte pour la première fois le détective Herlock Sholmes[13]. ["Herlock Sholmes arrive trop tard" dans Arsène Lupin, gentleman-cambrioleur]
  - Septembre-décembre : Lupin affronte Daubrecq, parlementaire français qui veut utiliser une liste de vingt-sept personnalités impliquées dans un scandale financier afin de semer la ruine et le chaos dans le pays. [Le Bouchon de cristal]
- 1903
  - Janvier-mars : Afin de sauver le jeune Gilbert, un de ses hommes, et sa mère, Clarisse Mergy, Lupin parvient à défaire Daubrecq. Peu de temps après, Lupin arrange l’évasion de Gilbert de la prison de l’île de Ré. Celui-ci part s’installer en Algérie, où il épousera une Anglaise, dont il aura un fils prénommé Arsène. [Le Bouchon de cristal]
  - Mars-juillet : Lupin, sous une fausse identité, épouse Angélique de Sarzeau-Vendôme, laquelle choisit d'entrer dans un couvent dominicain et de se cacher sous l’identité de sœur Marie-Auguste lorsqu’elle découvre l'identité de son mari devant Dieu. ["Le mariage d’Arsène Lupin" dans Les Confidences d’Arsène Lupin]
  - Août-septembre : Lupin est capturé par les Dugrival et reste emprisonné pendant douze jours. ["Le Piège infernal" dans Les Confidences d’Arsène Lupin]
  - Octobre : Lupin commet un vol particulièrement astucieux à Héberville. ["Le fétu de paille" dans Les Confidences d’Arsène Lupin]
  - Novembre : Lupin converse avec l’inspecteur Ganimard et lui confie l’affaire de l’écharpe de soie rouge. ["L’Écharpe de soie rouge" dans Les Confidences d’Arsène Lupin]
  - Décembre : Arsène Lupin, sous le nom de Paul Daubreuil, sauve d’un complot Jeanne Darcieux. ["La Mort qui rôde" dans Les Confidences d’Arsène Lupin]
- 1904
  - Février : Lupin s’occupe de l’affaire du ticket de loterie gagnant, trouvé dans un secrétaire volé à monsieur Gerbois deux mois plus tôt. ["La Dame blonde" dans Arsène Lupin contre Herlock Sholmès]
  - Avril : Lupin, qui se fait appeler "capitaine Janniot", vient en aide aux héritiers d'Ernemont. ["Le signe de l’ombre" dans Les Confidences d’Arsène Lupin]
  - Septembre : Lupin organise le cambriolage du château de Charmerace. Arsène Lupin (pièce de théâtre)]
- 1905
  - Novembre 1904-mars 1905 : Lupin quitte la France pour voyager en Uruguay, à Saïgon – où il rencontre un certain Lenormand, dont il usurpera l’identité plus tard –, puis en Arménie et en Turquie, où il affronte et défait les complots du Sultan rouge.
  - Avril : Lupin débarque à Marseille. Il conclut l’affaire d'Ernemont ["Le Signe de l’ombre" dans Les Confidences d'Arsène Lupin] et déjoue les plans diaboliques du baron Repstein. ["Les Jeux du soleil" dans Les Confidences d'Arsène Lupin]
  - Avril-août : Lupin se trouve mêlé à la quête d’une prétendue Fontaine de Jouvence, cachée sous un lac d’Auvergne. Il rencontre alors Aurélie d'Asteux, "la demoiselle aux yeux verts", et Constance Bakefield, "la demoiselle aux yeux bleus". [La Demoiselle aux yeux verts] → Il est mentionné dans le récit qu'Arsène Lupin a 34 ans: 1908?
  - Novembre : Sous le nom de baron d'Enneris, Lupin retrouve une fameuse émeraude. ["Le cabochon d’émeraude"]
- 1906
  - Novembre 1905-août 1906 : Sous l’identité du détective Jim Barnett, Lupin résout au moins neuf énigmes avec l’aide, pas toujours donnée de bonne grâce, du jeune inspecteur (futur brigadier) Théodore Béchoux. [L'Agence Barnett et Cie]
  - Avril ou mai : Lupin est l'amant de la reine Olga, souveraine de la principauté balkanique de Borostyrie. [La Femme aux deux sourires]
  - Juillet : Lupin achète, sous l’identité de don Luis Perenna, le château de Volnic, près de Vichy, et il résout le meurtre d'Elisabeth Hornain, devançant l’inspecteur Gorgeret. [La Femme aux deux sourires]
- 1907
  - Janvier ou février : La reine Olga donne naissance à un fils illégitime de Lupin.
  - Février-mars : Sous le nom de Jean d'Enneris, Arsène Lupin enquête sur le double enlèvement de Régine Aubry et d’Arlette Mazolle et, en dépit des efforts de Béchoux, résout le mystère de l’hôtel Mélamare. [La Demeure mystérieuse]
  - Septembre : Après avoir échappé à Ganimard une fois de plus, Lupin s’enfuit aux Indes avec sa complice Sonia Krichnoff et prend le nom d’Hubert d’Andrésy. [Arsène Lupin (pièce de théâtre)]
- 1908
  - Mars : Lupin revient en France et monte, avec ses complices Victoire et Sonia, l’arnaque du colonel Sparmiento. ["Edith au cou de cygne" dans Les Confidences d'Arsène Lupin]
  - Juin : Nouvelle confrontation avec Herlock Sholmès lors de l’affaire du vol d’Imblevalle. L’affrontement se termine sur une barque où, après être tombé à l’eau, Arsène Lupin passe pour noyé. Il réapparaît cependant à bord d’un ferry en direction de l’Angleterre. ["La Lampe juive" dans Arsène Lupin contre Herlock Sholmès]
- 1909
  - Avril-octobre : Un jeune étudiant et détective amateur, Isidore Beautrelet, s’intéresse au mystère de l’Aiguille creuse (le troisième secret de Cagliostro). Lupin doit à la fois affronter le jeune homme, l’inspecteur Ganimard, mais aussi le détective Herlock Sholmès. Il tombe amoureux de Raymonde de Saint-Véran. Il parvient à kidnapper le détective britannique et l’inspecteur Ganimard, et se fait passer pour mort, afin d’épouser Raymonde sous le nom de Louis Valméras. [L'Aiguille creuse]
  - Automne : Lupin s’occupe de l’affaire dite de l’homme à la peau de bique. ["L'Homme à la peau de bique"]
  - Novembre-décembre : Beautrelet parvient à résoudre l’énigme de l'Aiguille creuse. Durant la bataille finale, Holmès, qui avait capturé Victoire, tue accidentellement Raymonde. [L'Aiguille creuse]
- 1910
  - Après la mort de Raymonde, Lupin semble passer du côté de la justice, puisqu’il prend l’identité de Monsieur Lenormand, et se fait promouvoir chef de la Sûreté. Rapidement, il obtient de grands succès policiers, tels que dans l’affaire Denizou, le vol du Crédit Lyonnais, l’attaque du train Paris-Orléans, le meurtre du baron Dorf et l’incendie du Louvre.
  - Juin-octobre : Lupin, qui se fait appeler Raoul d’Avenac, se rend en Normandie sur la demande de son ancien compère Théodore Béchoux. Il s’agit de résoudre l’énigme que pose le meurtre de monsieur Guercin. [La Barre y va]
- 1911
  - Septembre-décembre : Sous les noms de Prince Sernine ou encore de Prince Rénine, Lupin résout des énigmes policières pour le compte d’Hortense Daniel, qu’il cherche à séduire. [Les Huit Coups de l'horloge]
- 1912
  - Avril-juin : Le multimillionnaire Rudolf Kesselbach est assassiné à Paris. L’adversaire d’Arsène Lupin durant toute cette affaire est le mystérieux "L.M.", un tueur, qui force le cambrioleur à abandonner son identité de Monsieur Lenormand. Lupin tente de se cacher de la police, mais finit quand même par se faire arrêter. [813]
  - Juillet-septembre : Apprenant que l’empereur allemand a fait appel à Herlock Sholmès pour résoudre le mystère de "813" et que celui-ci a échoué, Lupin "convoque" le Kaiser en prison. En août, celui-ci fait libérer Lupin qui peut ainsi résoudre l’énigme. Cependant, il se fait encore devancer par "L.M.". [813]
- 1913
  - Septembre 1912-avril 1913 : De retour en France, Lupin espère marier sa fille, Geneviève, avec l’héritier du duché des Deux-Ponts-Veldenz (en réalité Gérard Baupré qu’il a formé pour ce rôle). Cependant, celui-ci tombe amoureux de Dolorès Kesselbach, que convoitait déjà Lupin. Des tragédies s’ensuivent, qui conduisent à la mort de Dolorès et de Baupré. Chassé par Victoire, brisé, Arsène se fait passer pour mort et disparaît. [813]
  - Mai ou juin : Après avoir rencontré l’empereur allemand en Italie, voyage durant lequel il sauve l'empereur de la chute d'un rocher qu'il avait lui-même poussé, Lupin, miné par la dépression, tente de se suicider en se jetant du haut d’une falaise. Il survit à sa chute dans la Méditerranée et s’engage dans la Légion étrangère sous l’identité de don Luis Perenna. [813]
- 1914
  - Novembre-décembre : Lupin intervient discrètement pour aider Paul Delroze à déjouer un complot allemand. [L'Éclat d'obus]
- 1915
  - Février : Lupin participe aux négociations avec la Turquie pour une paix séparée, finalement rejetée par les Alliés.
  - Avril : Toujours sous le nom de don Luis Perenna, Lupin aide discrètement à récupérer trois cent millions en or qui avaient été volés ; il devient par ailleurs ami de Patrice Belval, un mutilé de guerre. [Le Triangle d'or]
  - Eté : Un mois après son retour au Maroc, don Luis Perenna tombe dans une embuscade tendue par des Berbères.
  - Octobre : Devenu chef des Berbères, Lupin rappelle une soixantaine de ses anciens complices pour l’aider à constituer, entre 1915 et 1917, un véritable empire mauritanien[14].
- 1917
  - Mai : Patrice Belval demande de l’aide à Lupin ; Lupin rentre donc en France, sur l’île maudite de Sarek, sur les côtes bretonnes, à bord de son sous-marin Le Bouchon de cristal. Il parvient à temps pour sauver Véronique d’Hergemont de l’emprise de Vorski et il résout le deuxième secret de Cagliostro, celui de la dalle des rois de Bohême. [L'Île aux trente cercueils]
- 1918
  - Joséphine Balsamo meurt en Corse.
- 1919
  - Février-juin : Toujours sous le nom de don Luis Perenna, Lupin revient à Paris pour toucher l’héritage de Cosmo Mornington, un riche milliardaire américain avec qui il avait sympathisé cinq ans plus tôt. Lupin démasque son assassin qui, en guise de signature, laisse des traces de dents dans une pomme. En échange du pardon du président du Conseil, Valenglay, Arsène Lupin offre à la France son royaume de Mauritanie. [Les Dents du tigre]
  - Vers septembre : Lupin épouse Florence Levasseur, qu’il a rencontrée quelques mois plus tôt, et se retire à la campagne, dans le village de Saint-Maclou, sur les rives de l’Oise. [Les Dents du tigre]
- 1921
  - Le premier secret de la comtesse de Cagliostro, In robore fortuna, est résolu par une jeune artiste de cirque, Dorothée, en réalité princesse d’Argonne. Le rôle d’Arsène Lupin, alors retiré à la campagne avec Florence, dans cette affaire reste très obscur. [Dorothée, danseuse de corde]
- 1923
  - Mai-juin : Un cambrioleur signe ses forfaits sous le nom d’Arsène Lupin. Le vrai Lupin reprend du service sous le nom de Victor Hautin, inspecteur de la Brigade mondaine. Il démasque l’usurpateur, un certain Antoine Bressacq. [Victor de la Brigade mondaine]
- 1924
  - Janvier-septembre : Lupin, alias Raoul d’Averny, tombe dans le piège que lui avait préparé la comtesse de Cagliostro avant de mourir. Il rencontre son fils Jean, qui s’appelle à présent Félicien Charles et qui est accusé à tort d’un meurtre. Félicien, influencé par des anciens complices de Joséphine Balsamo, s’oppose cependant à son père qui tente de l’aider. Arsène Lupin parvient finalement à le sauver, mais ne lui révèle pas sa parenté. [La Cagliostro se venge]
- 1926
  - Mars : Lupin se rend aux États-Unis pour surveiller les agissements d’une organisation criminelle qui veut lui dérober sa fortune. [Les Milliards d'Arsène Lupin]
  - Juin-octobre : Sous l’identité d’Horace Velmont, Lupin vit à Paris en compagnie de sa vieille nourrice Victoire  ; il défait l’organisation criminelle de Maffiano et s’oppose à Théodore Béchoux. Il embarque à bord d’un transatlantique à destination de New York et échappe à l’inspecteur Ganimard à son arrivée. [Les Milliards d'Arsène Lupin]
- 1928-29
  - Sous le nom de Capitaine Cocorico, Lupin enseigne à des enfants pauvres de Jullainville, dans la banlieue nord de Paris, tandis que, sous le nom d’André de Savery, il travaille comme archéologue au ministère de l’Intérieur. Il tombe amoureux de Cora de Lerne et l’épouse. [Le Dernier Amour d'Arsène Lupin]